# A munka hősei
A munka hősei (eredeti cím: Workaholics) amerikai sitcom, amelyet Blake Anderson alkotott.  A sorozat hét évadot és 86 epizódot élt meg. Blake Anderson, Adam DeVine és Anders Holm készítették, akik a főszereplők és a sorozat írói is. A sorozat további készítője még Kyle Newacheck is, aki a sorozat rendezője, és időnként szerepel is benne. A további szerepekben Jillian Bell, Maribeth Monroe és Erik Griffin láthatóak. Anderson, DeVine és Holm három kollégiumból kikerült fiatalt alakítanak, akik lakótársak, barátok és együtt dolgoznak egy Rancho Cucamonga-beli telemarketing cégnél.
A sorozatot Amerikában 2011. április 6-án, míg Magyarországon a Comedy Central mutatta be 2012. április 20-án.

## Cselekmény
A főszereplők a kollégiumban találkoztak, ahol Blake és Adam szobatársak voltak, Anders pedig a tanácsadójuk (resident advisor) volt. Felnőttkorukban is folytatták a tinédzserkori viselkedésüket (ivás, bulizás, heccelés). Saját magukat "barátságcsalád" névvel illetik. Kalandjaik gyakran a házukban történnek, ahol a dílerükkel folytatnak interakciót, illetve a telemarketing cégnél, ahol dolgoznak. A cégnél gyakran összetűzésbe kerülnek a főnökükkel és kollégáikkal.

## Szereplők
| Szereplő     | Eredeti hang    | Magyar hang (1. szinkron) | Magyar hang (2. szinrkon) |
| ------------ | --------------- | ------------------------- | ------------------------- |
| Anders       | Anders Holm     | Czető Roland              | Czető Roland              |
| Blake        | Blake Anderson  | Dolmány Attila            | Markovics Tamás           |
| Adam         | Adam DeVine     | Moser Károly              | Moser Károly              |
| Alice Murphy | Maribeth Monroe | Czirják Csilla            | ?                         |
| Jillian Belk | Jillian Bell    | Kokas Piroska             | ?                         |

## Epizódok
| Évad | Évad | Epizódok | Eredeti sugárzás     | Eredeti sugárzás   | Eredeti adó    |
| Évad | Évad | Epizódok | Évadpremier          | Évadfinálé         | Eredeti adó    |
| ---- | ---- | -------- | -------------------- | ------------------ | -------------- |
|      | 1    | 10       | 2011. április 6.     | 2011. június 8.    | Comedy Central |
|      | 2    | 10       | 2011. szeptember 20. | 2011. november 22. | Comedy Central |
|      | 3    | 20       | 2012. május 29.      | 2013. március 20.  | Comedy Central |
|      | 4    | 13       | 2014. január 22.     | 2014. április 16.  | Comedy Central |
|      | 5    | 13       | 2015. január 14.     | 2015. április 8.   | Comedy Central |
|      | 6    | 10       | 2016. január 14.     | 2016. március 17.  | Comedy Central |
|      | 7    | 10       | 2017. január 11.     | 2017. március 15.  | Comedy Central |

## Háttér
A sorozatot Blake Anderson, Adam DeVine és Anders Holm készítették, akik a sorozat sztárjaiként és íróiként is szolgálnak. Kyle Newacheck a negyedik készítő, illetve a sorozat producereként és visszatérő szereplőjeként is szolgál. A munka hősei előtt a csoport a "Mail Order Comedy" nevű humortársulat tagjai voltak. A társulat 2006-ban alakult Los Angelesben.
A munka hőseit 2010 márciusában rendelte be a Comedy Central, miután a csatorna vezetője, Walter Newman látott pár videót a csoporttól a YouTube-on. A pilot epizód 2011. március 15-én került bemutatásra, Donald Trump "égetése" (Comedy Central Roast) után.
 Az első évad 2011. április 6-tól június 8-ig futott. Az utolsó évad a hetedik volt, amely 2017. január 11-én indult és 2017. március 15-én fejeződött be.

## Film
2021. február 24-én bejelentették, hogy a sorozat visszatér a Paramount+-on film formájában.

## Fogadtatás
A The A.V. Club kritikusa, Kevin McFarland pozitívan értékelte a sorozatot és az "Ed, Edd és Eddy felnőtt verziójának" nevezte.
Az első évadról megoszlottak a vélemények a Metacritic honlapján, a Boston Globe kritikusa, Matthew Gilbert 80 százalékkal értékelte az első évadot. Dave Wiegand 75%-kal értékelte.